# 이소니아지드
이소니아지드(Laniazid, Nydrazid, isonicotinylhydrazine, INH)는 1차 항결핵제로서 예방과 치료에 쓰이는 유기화합물이다. 1912년 처음으로 발견되었으며, 1951년에 결핵에 대하여 효과적임을 알게 되었다. 이소니아지드는 활동적인 결핵에 단독으로 쓰이지 않는데, 이는 내성이 쉽게 생기기 때문이다. 이소니아지드는 또한 항우울제의 효과가 있으며, 이른 시기에 발견된 항우울제이기도 하다.
화합물이 처음으로 합성된 것은 20세기 초이다. 하지만, 항결핵 작용은 1950년대 초에 처음으로 보고되었고, 세 제약회사가 동시에 약에 대한 특허를 신청하였으나 실패하였다.
이소니아지드는 정제, 시럽, 주사 가능 형태(근육 또는 정맥)로 제공된다. 이소니아지드는 전 세계 어디에서나 구할 수 있으며, 저렴하고, 일반적으로 부작용이 적다. 4-메틸피리딘(4-methylpyridine)에서 생산되는 이소니코틴산(isonicotinic acid)으로부터 제조된다.

## 조제
이소니아지드는 4-시아노피리딘(4-cyanopyridine)을 염기 가수 분해하여 이소니코틴아미드(Isonicotinamide)를 얻은 후, 히드라진으로 암모니아를 치환하면 된다.

## 작용 기제
이소니아지드는 프로드러그(prodrug)이며, 세균의 '카탈라아제-페록시다아제' 효소에 의해 활성화되어야 하는데, 결핵균에서는 이를 KatG라 부른다. KatG는 니코틴아미드 아데닌 디뉴클레오티드(NADH)과 함께 '이소니코틴 아실'과 결합하여 '이소니코틴 아실-NADH' 화합물이 된다. 이 화합물이 '엔오일-아실기 운반 단백질 환원 효소'(InhA)와 강하게 결합하여, 자연적인 '엔오일-AcpM 기질'과 '지방산 신타아제'를 차단한다. 이 과정이 미코박테륨의 세포벽에 필요한 미콜산의 합성을 막는다. 이소니아지드의 KatG 활성화로 산화 질소를 포함한 일정 범위의 기(基, radical)가 생성되는데, 이들은 또한 다른 항결핵 프로드러그 PA-824의 작용에서 중요함이 증명된 바 있다.

## 신진 대사
이소니아지드는, 혈청, 뇌척수액, 치즈성 육아종 내부에서 치료 농도에 도달한다. 이소니아지드는 간에서 아세틸화로 대사 작용한다. 아세틸화에 관련된 효소는 두 가지 형태가 있어서, 일부 환자는 다른 이들보다 대사가 빠를 수 있다. 따라서, 반감기는 두 개의 모드를 갖는다.(미국인에는 1시간과 3시간의 최고조) 대사 산물은 소변을 통해 배출된다. 신부전의 경우, 통상 복용량을 조절할 필요가 없다.

## 복용량
이소니아지드의 성인의 표준 복용량은 5 mg/kg/일(1일 최고 300 mg)이다. 약제의 분해가 느린 환자(위 항목의 아세틸화 관련)는 독성 효과를 피하기 위해 복용량을 줄일 필요가 있을 수도 있다. 어린이에게 권장되는 복용량은 8 ~ 12 mg/kg/day이다.

## 부작용
부작용으로는, 발진, 간기능 검사의 비정상, 간염, 철아구성 빈혈(sideroblastic anemia), 고음이온차 대사성 산증(high anion gap metabolic acidosis), 말초신경염(peripheral neuropathy), 약한 중추 신경계(CNS)의 효과가 포함되며, 약의 상호작용으로 페니토인(phenytoin) 또는 디술피람(Disulfiram)의 수준과 아주 다루기 힘든 뇌전증지속상태를 늘리게 된다.
말초 신경계 장애와 중추 신경계(CNS)의 작용은 이소니아지드의 사용과 관련이 있으며, 이는 피리독신(비타민 B6)이 소모되기 때문이지만, 5 mg/kg의 복용량에서는 흔하지 않다. 신경 장애가 흔한 사람들(예를 들면, 당뇨병, 요독증, 알코올 의존증, 영양실조, HIV-감염자)과 임산부, 발작성 장애가 있는 사람은 이소니아지드와 함께 피리독신(비타민 B6)(10 ~ 50 mg/일)을 처방할 수 있다.
이소니아지드의 간독성(Hepatotoxicity)은 화학 구조 중 질소 그룹에 의한 것인데, 간에서 대사 작용으로 암모늄 분자로 변환되기 때문으로, 간염의 원인이 된다.
간독성은 환자의 면밀한 임상 모니터링으로 피할 수 있다. (구체적으로 말하자면, 메스꺼움, 구토, 복통, 식욕 등이다.) 이소니아지드는 간에서 주로 아세틸화와 dehydrazination에 의해 처리된다. N-아세틸히드라진 대사 산물은 이소니아지드로 치료받는 환자에서 간독성 효과의 원인으로 여겨진다. 아세틸화의 속도는 유전적으로 결정된다. 약 50%의 흑인과 코카서스인은 불활성화가 느리다. 이누이트의 대부분과 아시아인은 불활성화가 빠르다. 빠른 아세틸화에서는 반감기가 1 ~ 2시간이며, 느린 아세틸화에서는 2 ~ 5시간이다. 제거는 신장의 기능에는 크게 영향받지 않지만, 간에 병이 있으면 반감기가 연장될 수 있다. 아세틸화의 빠르기가 이소니아지드의 효과를 크게 변화시키는 것으로는 보이지 않지만, 아세틸화가 느리면 만성적인 약물 투여로 혈중 농도를 높일 수 있으며, 독성 효과의 위험이 증가하게 된다. 이소니아지드와 그 대사 산물은 24시간 내에 배출되는 양의 75 ~ 95%가 소변으로 배출되며, 소량이 침, 가래, 배설물로도 배출된다. 이소니아지드는 혈액투석과 복막 투석으로 제거된다.
두통, 집중력 저하, 체중 증가, 기억력 감퇴, 우울증이 모두 이소니아지드의 사용과 연관되었다. 모든 환자들과 의료계 종사자들은 이러한 심각한 부작용에 대해 주의해야 한다. 자살의 생각이나 시도가 의심된다면 더욱 그러하다.
이소니아지드는 시토크롬 P450을 감소시켜 이론적으로 피임을 촉진한다고 알려져 있다. 치료는 종종 리팜피신과 함께 이루어진다. 리팜피신은 P450을 효소를 증가시켜 피임 효과를 줄일 수 있다. 이러한 약을 복용할 때에는 산아 제한의 대체 방법이 사용되어야 한다.
P450은 포르피린 합성에 필요하므로, 부족할 경우 초기 RBC의 환원 헤마틴 형성이 저하되어 철아구성 빈혈을 일으키게 된다.

## 동의어 및 약어
- Isonicotinyl hydrazine
- Isonicotinic acid hydrazide
- INH
- H ('hydrazide'의 약자로, 세계 보건기구의 표준 약자이기도 하다.)

## 같이 보기
- 결핵의 치료
- 결핵
- 결핵균